# ألفين مارتن
ألفين مارتن (بالإنجليزية: Alvin Martin)‏ (مواليد 29 يوليو 1958) هو لاعب كرة قدم. يلعب مع منتخب إنجلترا لكرة القدم. سبق له أن لعب في كأس العالم لكرة القدم مع منتخب بلاده.

## مسيرته الكروية
لعب ألفين مارتن خلال مسيرته الاحترافية مع ناديين في عشرون موسمًا وسجل خلالها 27 هدفًا ضمن 486 مباراة. حيث فاز في موسم واحد بالكأس ولم يفز بأي دوري.
خاض ألفين مارتن مسيرته مع نادي وست هام يونايتد في موسم 1977–78 ليلعب معه تسعة عشر موسمًا، مشاركًا في 469 مباراة سجل خلالها 27 هدفًا. ثم انتقل إلى نادي ليتون أورينت في موسم 1996–97 لمدة موسم واحد، حيث شارك في 17 مباراة ولم يسجل أي هدف.

## روابط خارجية
- ألفين مارتن على موقع الاتحاد الدولي (مؤرشف)  (الإنجليزية)
- ألفين مارتن على موقع قاعدة بيانات كرة القدم.إي يو (الإنجليزية)
- ألفين مارتن على موقع ناشيونال فوتبول تيمز (الإنجليزية)
- ألفين مارتن على موقع Soccerbase.com (لاعب) (الإنجليزية)
- ألفين مارتن على موقع عالم كرة القدم.نت (الإنجليزية)